# Justyna Kasprzycka
Justyna Kasprzycka-Pyra (Głubczyce, 20 agosto 1987) è un'altista polacca.

## Palmarès
| Anno | Manifestazione           | Sede     | Evento        | Risultato | Prestazione | Note                          |
| ---- | ------------------------ | -------- | ------------- | --------- | ----------- | ----------------------------- |
| 2007 | Europei under 23         | Debrecen | Salto in alto | 9ª        | 1,82 m      |                               |
| 2009 | Europei under 23         | Kaunas   | Salto in alto | 9ª        | 1,79 m      |                               |
| 2013 | Universiadi              | Kazan'   | Salto in alto | 8ª        | 1,84 m      |                               |
| 2013 | Mondiali                 | Mosca    | Salto in alto | 5ª        | 1,97 m      | Miglior prestazione personale |
| 2013 | Giochi della Francofonia | Nizza    | Salto in alto | Argento   | 1,88 m      |                               |
| 2014 | Mondiali indoor          | Sopot    | Salto in alto | 4ª        | 1,97 m      | Miglior prestazione personale |
| 2014 | Europei                  | Zurigo   | Salto in alto | 4ª        | 1,99 m      | =                             |
| 2015 | Europei indoor           | Praga    | Salto in alto | 6ª        | 1,94 m      |                               |